# グリーン投資
グリーン投資(英語：Green Investments)とは、環境問題を考慮した投資である。とりわけ欧米の金融投資家が投資決定をする際の分類として確立されてきている概念であり、金融投資から見落とされてきた環境問題等の経済外部性を投資判断の考慮にいれている点が従来と大きく異なる。

## 概要
グリーン投資は、債券や株式などの伝統的投資(conventional investments)、非上場株式、不動産、商品などの代替投資(alternative investments)という従来の投資分類を超えて、地球温暖化や森林破壊等の環境問題の有効な対策となり、各種社会問題に配慮した投資を包含した概念であり、具体的な投資対象は株式、債券、非上場株式、不動産、インフラ、植林、農業投資など多岐に渡る。
こうした環境配慮型の投資の必要性は、20世紀末頃より金融投資家に意識されていたものの、経済的リターンを度外視した社会貢献型(寄付型)の投資や、一部リターンを犠牲にする形で社会的価値を創出する形態のものが主であったため、広報効果やIRを意識した小規模なものに過ぎなかった。
グリーン投資が年金や保険会社のような長期投資家を中心に、主たる投資対象と認識され始めたのは2010年以降であり、これは地球温暖化により頻発する異常気象、その原因となる温室効果ガス(二酸化炭素等)を排出している企業活動の持続的発展が難しいことが国連やダボス会議等を通じて認識され始めたことに起因している。
例えば、地球温暖化が進めば、いずれ化石燃料は埋蔵量があったとしても燃焼させることができなくなり、温室効果ガスを最も排出している発電用石炭採掘企業の企業価値は、最大で7割毀損することが見込まれる等、投資リターンの観点でもこうした企業/事業への投資が合理性がなくなってきたことにより、リターンを重視する金融投資家の行動が変化してきている。

## 具体的な投資商品
グリーン投資に含まれる投資商品は、
(1)環境配慮型企業を対象とした株式インデックス
(2)グリーンボンド
(3)再生可能エネルギー等のクリーンテックを対象とした非上場株式
(4)省エネ型不動産開発を対象としたグリーン不動産
(5)省エネ型交通インフラ、再生可能エネルギーインフラ
(6)温室効果ガスの吸収源となる植林投資、持続可能な農地/農業投資

## グリーン投資における植林投資/農地投資
従来、環境配慮型投資は、前述のリターンを度外視した自然保護基金のような形態のものや、クリーンテック投資、省エネ型インフラ施設の導入が主であったものの、より直接的に温室効果ガスを削減する投資として、植林投資や農地投資が注目されている。
産業用木材を産出する植林地や、食糧を生産する農地は、民間事業者が場当たり的に運営するよりも、厳しいガバナンス規定を持つ長期投資家の資金により持続的に管理されることで、自然保護と直接的な温室効果ガスの吸収源を生み出すという点で、最も有効なグリーン投資のひとつと考えられている。
人類の持つ技術という観点では、木材を使った建設材料で、既に鉄筋と同じ強度を保ちながらより短い工期で30階建て程度の高層ビルを建設できることが確認されており、また化石燃料に加えて木質バイオマス発電を普及させることで、よりカーボンニュートラルなエネルギー循環を生み出せることが確認されている。グリーン投資による大規模資金が、こうした次世代型の技術普及に活用されることで、各国の近代化を支えたエネルギー資源、金属資源、機械設備等の更新を後押しして、環境配慮型社会を実現する意義がある。